# مثل داوودی وحشی
مثل داوودی وحشی یا اولین عشق من (به ژاپنی: 野菊の如き君なりき, Nogiku no gotoki kimi nariki) (به انگلیسی: She Was Like a Wild Chrysanthemum) فیلمی در ژانر درام به کارگردانی کیسوکه کینوشیتا است که در سال ۱۹۵۵ اکران شد. از بازیگران آن می‌توان به چیشو ریو اشاره کرد.

## خلاصه داستان
پیرمردی، مزرعه‌ای پر از گل‌های مروارید را می‌بیند و به مرور به یاد خاطرات دوران جوانی می‌افتد و از عشق حقیقی و عمیق خود در آن دوران و سرنوشتی که برای آن رقم خورد صحبت می‌کند…